# Тагилинський сільський округ
Тагили́нський сільський округ (каз. Тағылы ауылдық округі, рос. Тагылинский сельский округ) — адміністративна одиниця у складі Шетського району Карагандинської області Казахстану. Адміністративний центр — село Жумискер.
Населення — 789 осіб (2021; 1009 у 2009, 1368 у 1999, 1611 у 1989).
Станом на 1989 рік існувала Тагилинська сільська рада (села Жумискер, Кизилту, Койтас, Новий Комплекс) ліквідованого Агадирського району.

## Склад
До складу округу входять такі населені пункти:
| Населений пункт     | Населення, осіб (1989) | Населення, осіб (1999) | Населення, осіб (2009) | Населення, осіб (2021) |
| ------------------- | ---------------------- | ---------------------- | ---------------------- | ---------------------- |
| Жумискер, село      | 991                    | 1007                   | 788                    | 667                    |
| Кизилту, село       | 289                    | 240                    | 132                    | 71                     |
| Койтас, село        | 234                    | 121                    | 89                     | 51                     |
| Новий Комплекс село | 97                     | -                      | -                      | -                      |